# Айкіно
А́йкіно (рос. Айкино, ерз. Айкино) — село у складі Беликоберезниківського району Мордовії, Росія. Входить до складу Мар'яновського сільського поселення.

## Населення
Населення — 1 особа (2010; 11 у 2002).
Національний склад (станом на 2002 рік):
- росіяни — 100 %